# 川島神社 (江南市)
川島神社（かわしまじんじゃ）は、愛知県江南市にある神社。
式内社の尾張国葉栗郡川嶋神社の論社の一つである。

## 概略
- 創建時期は不明。聖武天皇の代の創建といわれている。
- 江戸時代は午頭天王と称していたが、度重なる洪水で廃れてしまう。後年川嶋神社として再建される。
- 1898年（明治31年）、川島神社に改称する。

## 祭神

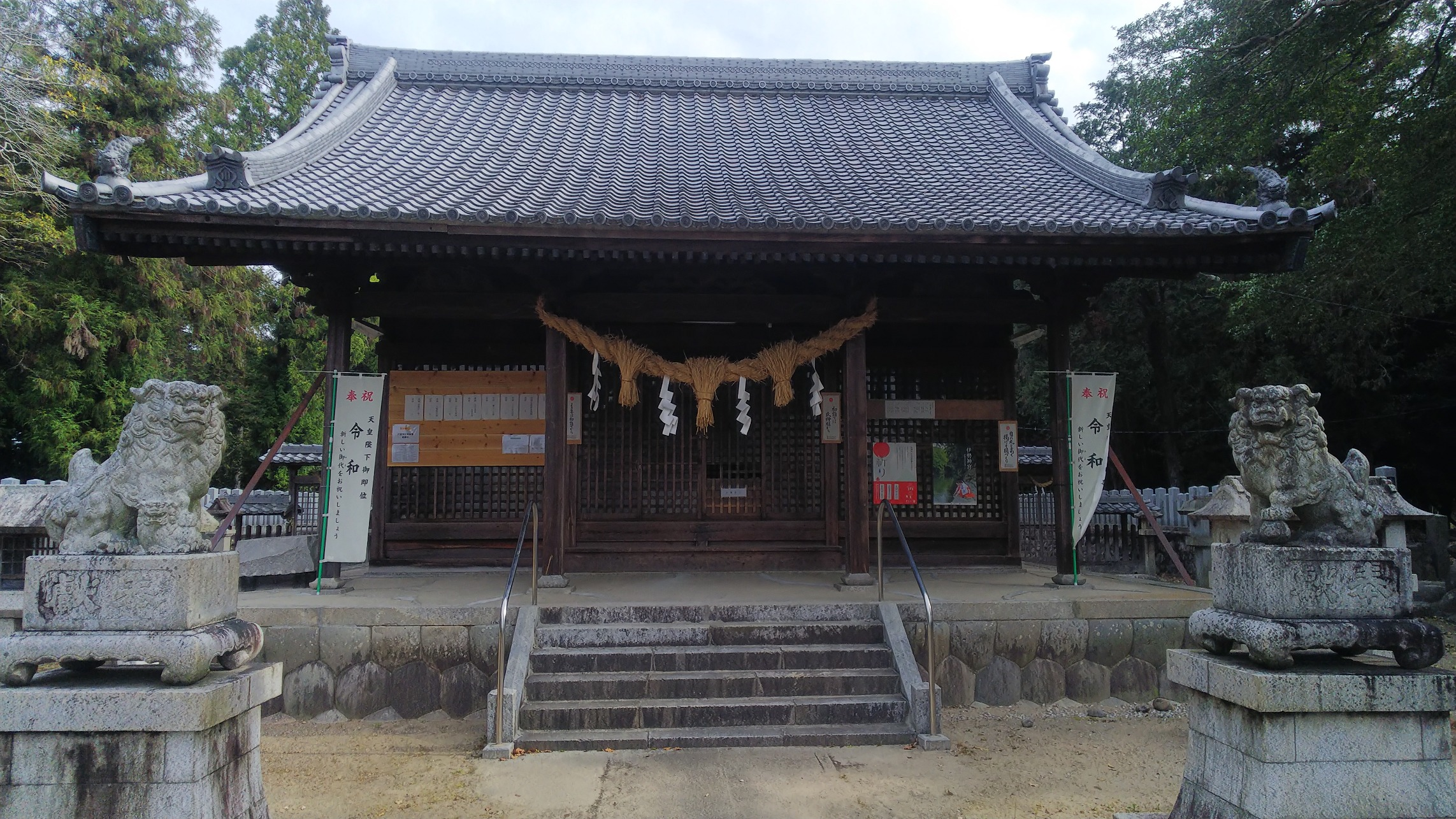
川島神社本殿

- 主神
  - 水波売神
- 合祀
  - 須佐男尊
  - 大物主神
  - 徳川義直
  - 徳川光友
  - 徳川綱誠

## 所在地
- 愛知県江南市宮田町四ツ谷285

## 交通機関
- 名鉄バス「本郷口」バス停下車、徒歩15分
  - 名古屋鉄道名古屋本線・尾西線 名鉄一宮駅、東海道本線 尾張一宮駅（名鉄一宮駅バスターミナル3番のりば）より「宮田本郷」行き
  - 名古屋鉄道犬山線 江南駅より「川島」行き

## 式内社「川嶋神社」
- 式内社の尾張国葉栗郡川嶋神社とされている。式内社川嶋神社は諸説ある。これは付近に木曽川があり、度重なる洪水で社殿の流失があったため正確には不明であるためである。木曽川の洪水の難を逃れるために何箇所かに分祀された、または洪水により資料が散逸、言い伝えにより各社が論社となっていると推測される。

式内社川嶋神社とされているのは、口伝なども含めると複数ある。
- 川島神社：愛知県江南市宮田町
- 白鬚神社：岐阜県各務原市川島笠田町
- 榎神社：岐阜県各務原市川島松倉町
- 川島天神社（若栗神社境内社）：愛知県一宮市島村
- 上ノ島神明神社：岐阜県各務原市川島松倉町
- 社宮神社：岐阜県各務原市成清町
- 白鬚神社：岐阜県各務原市松本町
- 八剣神社：岐阜県羽島郡岐南町みやまち